# Patriota de Ucrania
El Patriota de Ucrania (ucraniano: Патріо́т Украї́ни, romanizado: Patriót Ukrayíny) fue una organización ultranacionalista en Ucrania fundada en 1999, disuelta en 2004, revivida en 2005 y extinta desde diciembre de 2014.
En su forma original, se lanzó en 1999 y se convirtió en el ala paramilitar del Partido Nacional Social de Ucrania (PNSU), y se disolvió en 2004 cuando este último cambió su nombre de forma menos extremista a Svoboda. Los miembros del Patriota de Ucrania se negaron a disolverse, y en 2005 Andriy Biletsky relanzó al Patriota de Ucrania y se expandió hasta convertirse en un movimiento político con alcance nacional.
En su encarnación de 2005, estaba afiliada a la Asamblea Nacional Social de Ucrania (ANSU), un conjunto de organizaciones y grupos de extrema derecha fundada en 2008 que comparten la ideología social-nacional y acuerdan construir un estado social-nacional en Ucrania. Tanto el Patriota de Ucrania como el ANSU estuvieron involucrados en violencia política contra minorías y sus opositores políticos.
En una entrevista a la Margen Izquierda el 10 de diciembre de 2014, Biletsky anunció que Patriota de Ucrania como organización política suspendió sus actividades debido a la situación de guerra en el país y se disolvió principalmente dentro del Batallón Azov. El grupo era uno de los elementos constitutivos del partido Svoboda.
En 2016, exmiembros de los Batallones Azov y Patriota de Ucrania fundaron un nuevo partido llamado Cuerpo Nacional.

## Historia

### 1999-2004
El origen del Patriota de Ucrania se remonta a Leópolis, donde la Asociación de Apoyo a las Fuerzas Armadas y la Armada Patriota de Ucrania (ucraniano: Товариство Сприяння Збройним силам та Військово-Морському флоту України "Патріот України", romanizado: Tovarystvo Spryyannya Zbroynym sylam ta Viysʹkovo-Morsʹkomu flotu Ukrayiny "Patriot Ukrayiny") fue registrada el 10 de junio de 1996 como asociación cívica, número de registro 375.

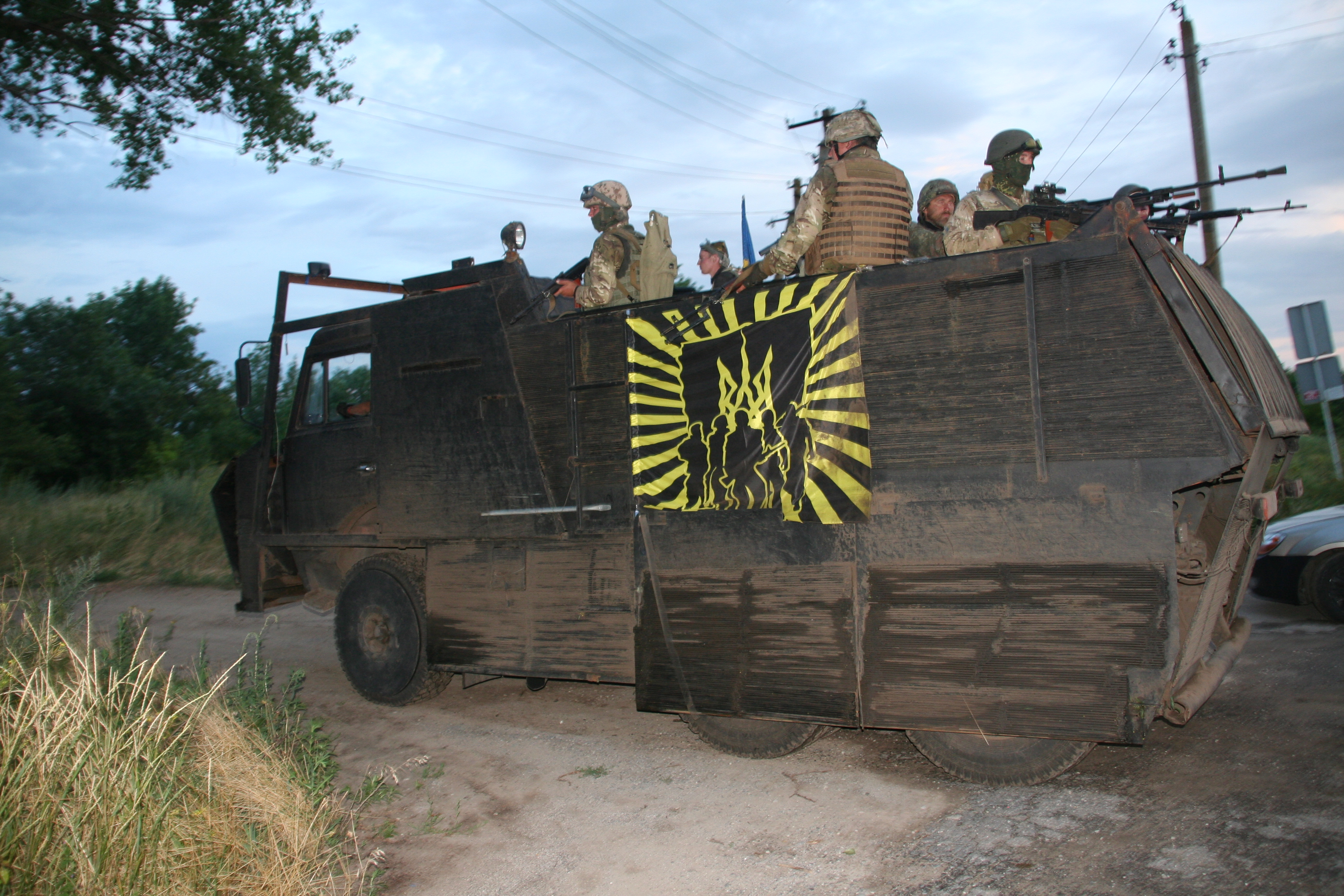
Soldados del Batallón Azov exhibiendo una bandera con el emblema de Patriota de Ucrania.

El Primer Congreso del Patriota de Ucrania se celebró en Leópolis el 12 de diciembre de 1999, donde fue adoptado oficialmente por el Partido Nacional Social de Ucrania (PNSU) como su ala juvenil paramilitar. Por la noche, alrededor de 1500 miembros del PNSU y del Patriota de Ucrania realizaron una manifestación con antorchas en la ciudad. El primer líder de la organización fue Andriy Parubiy, quien estableció una larga tradición de desfiles con antorchas, que se convirtió en una marca distintiva de la organización. En ese momento, Parubiy ganó notoriedad nacional en Ucrania después de ser juzgado por presunta agresión a manifestantes comunistas en Leópolis el 7 de noviembre de 1997. Los principales canales de televisión de Ucrania transmitieron imágenes de Parubiy enfrentándose a los manifestantes. El juicio fue lento, aplazado y finalmente el caso fue desestimado debido al estatuto de limitaciones. Una foto de Parubiy encabezando la marcha Patriota de Ucrania se colocó en la portada de su libro publicado en Leópolis en 1999.
El Patriota de Ucrania fue disuelto por el PNSU el 14 de febrero de 2004, cuando el Noveno Congreso del PNSU adoptó el nuevo nombre de Svoboda y eligió a Oleh Tiahnibok como su líder. Con el objetivo de construir una organización política de tipo parlamentario con una imagen del "partido del orden", Svoboda se había sacudido un viejo bagaje, incluido el logotipo tipo Wolfsangel, que fue reemplazado por los colores nacionales y un tridente (trizub) creado por el gesto con la mano (tres dedos levantados), el llamado "Tridente de la Libertad".
La organización Patriota de Ucrania original también fue descartada ya que Svoboda quería atraer a una base más amplia del electorado ucraniano. Eventualmente, sin dejar de ser un partido nacionalista radical, Svoboda pudo beneficiarse de su nueva estrategia. Primero, obtuvo victorias en las elecciones locales ucranianas de 2010 en tres regiones del oeste de Ucrania, luego obtuvo el 10,5% del voto nacional durante las elecciones parlamentarias ucranianas de 2012 y creó su propia facción parlamentaria en la Rada Suprema.

### Restablecimiento, 2005

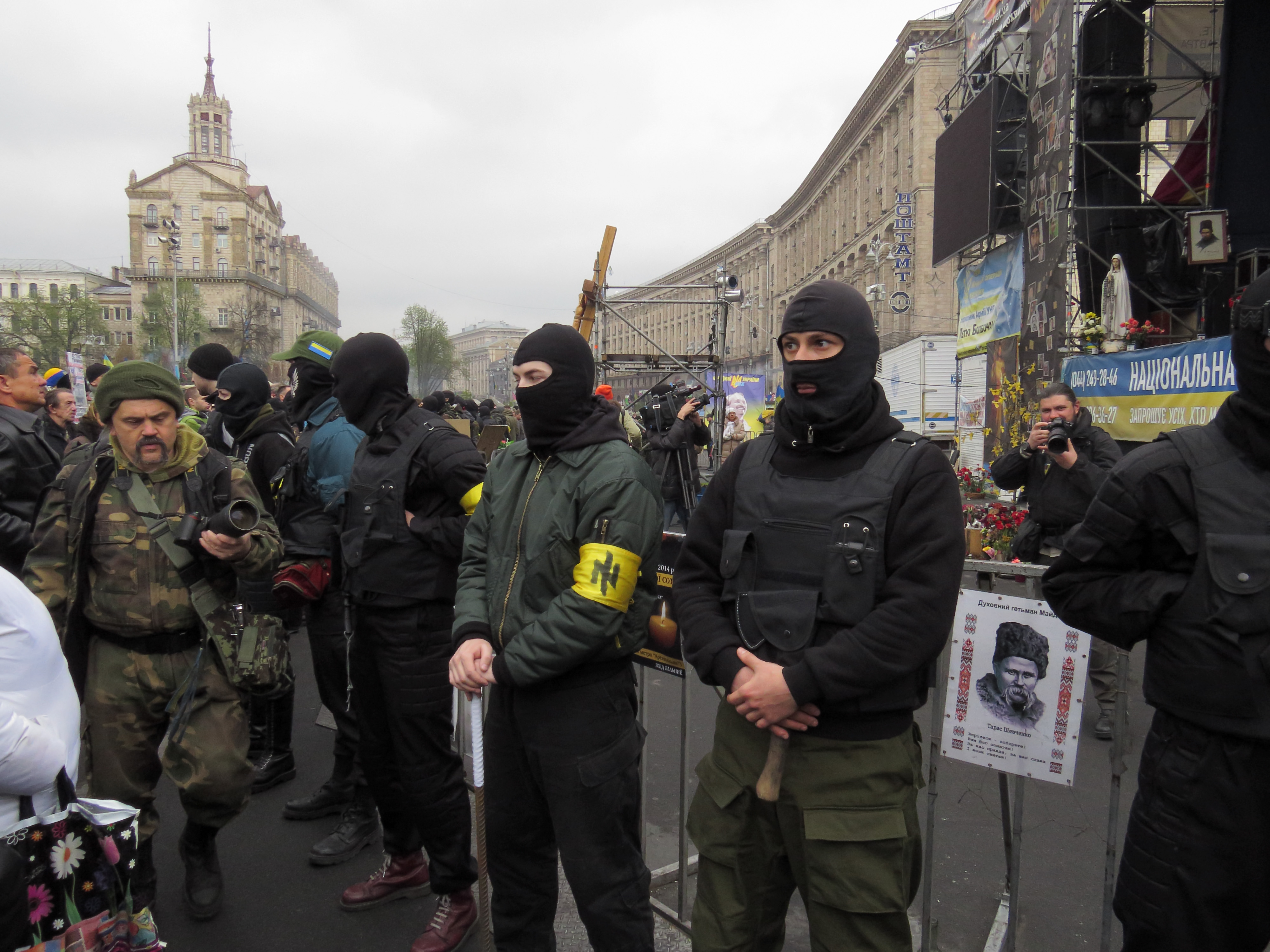
Activistas de Patriota de Ucrania durante el Euromaidán.

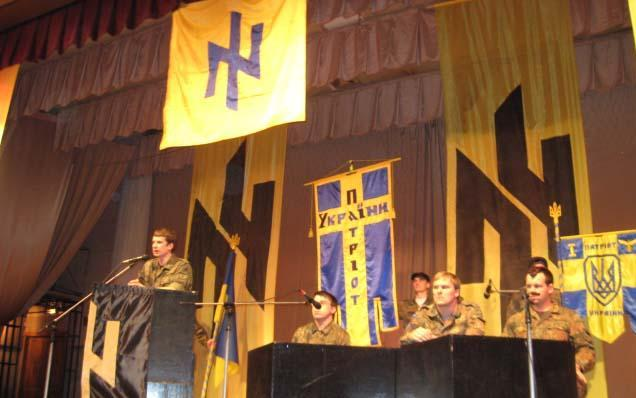
Andriy Biletsky hablando en el Segundo Congreso de Patriota de Ucrania, Járkov, 12 de abril de 2008.

Emblema alternativo de Patriota de Ucrania que incluye un monograma rúnico creado con las letras cirílicas iniciales П y У.

Patriota de Ucrania utilizó el llamado "tridente rúnico" con la base puntiaguda en lugar del "tridente estatal" con la base redondeada empleada por las organizaciones nacionalistas tradicionales en Ucrania.

Símbolo de dos letras ucranianas N e I que representan "Idea de la nación".

En 2005 se restableció la organización. El Patriota de Ucrania se definió a sí mismo como una "vanguardia revolucionaria del movimiento social-nacionalista ucraniano". La organización usa el símbolo Wolfsangel, la diferencia es el color del monograma, ya que la PNSU usó el monograma azul (azul) sobre oro y el Patriota de Ucrania usa sable (negro) sobre oro y oro sobre sable.
En 2007, la organización terminó oficialmente su relación con Svoboda, descendiente directo del Partido Nacional Social de Ucrania.
En el comunicado del partido, se anunció lo siguiente:

Rompiendo todas las relaciones con "Svoboda", el "Patriota de Ucrania" se da cuenta de que asume toda la responsabilidad en la lucha por la futura Gran Ucrania. Como organización, el "Patriota de Ucrania" se basa en el principio del "partido-ejército": su objetivo es crear un poderoso movimiento nacionalsocialista de Ucrania, en el que el nuevo Partido Nacionalsocialista de Ucrania ocupará un lugar destacado con la ayuda por destacamentos de asalto del "Patriota de Ucrania" y los sindicatos social-nacionales.

A pesar de la división, algunos miembros prominentes de Svoboda, como Andriy Illienko, presidente de la sucursal de la ciudad de Kiev de la Unión de Ucrania Svoboda (Libertad) y miembro de la Rada Suprema, continuaron defendiendo el social-nacionalismo y la idea de las dos revoluciones (nacional y social) que creó un terreno común con el Patriota de Ucrania.
Algunos investigadores señalaron el hecho de que incluso después de la ruptura declarativa, Svoboda siguió beneficiándose:

Svobova también parece beneficiarse de la creciente popularidad de los movimientos y organizaciones juveniles de extrema derecha como la Asamblea Nacional Social (ANS), 'Patriota de Ucrania' y Resistencia Autónoma, cuyo objetivo es crear 'una sociedad uninacional y unirracial'. Las actividades de estos grupos no se limitan a la violencia física o simbólica contra las minorías étnicas y sociales, sino que también participan activamente en numerosas campañas sociales —generalmente junto a representantes de Svoboda— que van desde protestas masivas contra las subidas de precios hasta la distribución de folletos contra el alcohol y la el consumo de drogas. Huelga decir que los miembros de estos movimientos de extrema derecha suelen ser miembros del partido de Tyahnybok.

En 2008, el Grupo de Proteccíon de Derechos Humanos de Járkov emitió una carta pública denunciando la actividad de Patriota de Ucrania en Járkov. En él, comparó las acciones que Patriota de Ucrania había llevado a cabo contra estudiantes extranjeros con un comportamiento similar en grupos neonazis de Rusia. El grupo notó escritos abiertamente racistas y xenófobos del ideólogo Patriota de Ucrania Oleh Odnorozhenko en el sitio web del grupo.

### Caso de los terroristas de Vasylkiv, 2011

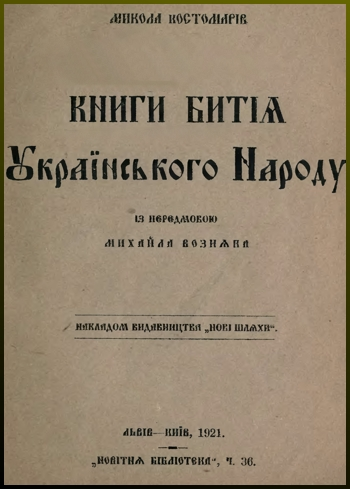
Letra N estilizada en ucraniano que se muestra en la publicación de 1921 de los "Libros del Génesis del pueblo ucraniano" de Nikolái Kostomárov.

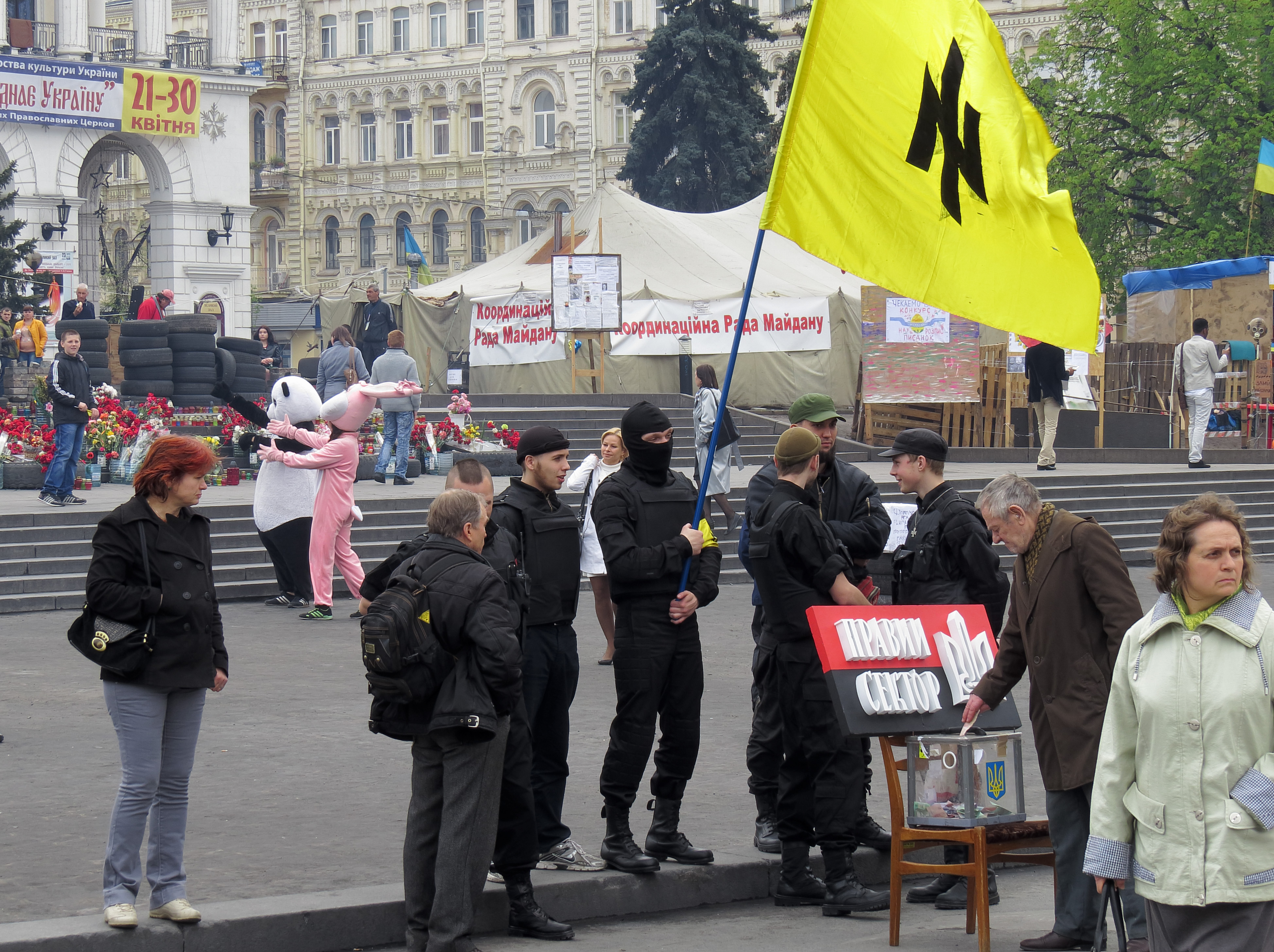
Activistas de Patriota de Ucrania recaudando fondos para el Sector Derecho durante el Euromaidán. En ese momento, Patriota de Ucrania era uno de los grupos constituyentes del Sector Derecho.

En agosto de 2011, tres partidarios de Patriota de Ucrania fueron arrestados y condenados en el llamado caso terrorista de Vasylkiv, en el que tres miembros en Járkov intentaron volar una estatua de Vladimir Lenin. Al mismo tiempo, hubo un asalto armado a la sede de Patriota de Ucrania en Járkov durante el cual dos miembros resultaron heridos, mientras que el agresor resultó herido. Los miembros de Patriota de Ucrania fueron arrestados y acusados de intento de asesinato el 11 de septiembre de 2011. El 19 de noviembre de 2011, hubo un atentado contra la vida de Biletsky cuando le dispararon en Járkov y recibió dos heridas de bala. Biletsky logró llegar al hospital de la ciudad donde fue operado. La policía local clasificó el evento como vandalismo. El 27 de diciembre de 2011, Biletsky también fue arrestado por los mismos cargos junto con otros miembros de Patriota de Ucrania y estuvo detenido en la cárcel de investigación de Járkov (detención preventiva) durante 28 meses.

### 2013-14 Euromaidán y disolución
A fines de 2013, al comienzo del movimiento de protesta Euromaidán, el Patriota de Ucrania creó el Sector Derecho junto con otros partidos y grupos nacionalistas y de extrema derecha, incluido el Tridente de Stepan Bandera (Dmitró Yárosh), UNA-UNSO (Oleksandr Muzychko) y el Martillo Blanco (Vladislav Goranin), aunque luego serían disociados.
Durante el Euromaidán, los militantes del Patriota de Ucrania participaron activamente en los principales enfrentamientos con la policía antidisturbios. Según Igor Krivoruchko, líder del ANSU de Kiev, tomaron y quemaron la sede en Kiev del Partido de las Regiones (el partido gobernante) el 18 de febrero de 2014.
El 29 de abril de 2014, el Patriota de Ucrania junto con Spilna Sprava organizaron una marcha con antorchas en Kiev para conmemorar a los héroes caídos del Euromaidán. La autodefensa de Euromaidán intentó dispersar la manifestación y, como resultado, estalló una pelea masiva a puñetazos cerca de la Plaza de la Independencia.
El 10 de diciembre de 2014, Biletsky anunció que Patriota de Ucrania como organización política suspendió sus actividades debido a la situación de guerra en el país y se disolvió principalmente dentro del Batallón Azov.

## Ideología y programa
El Patriota de Ucrania promovió una plataforma nacionalista extrema, racista e islamófoba y, en ocasiones, usó símbolos neonazis,  que incluyen:
- Violencia política[4]
- Racismo[1][3]
- Neonazismo[2]
- Acción directa
- Solidaridad nacional
- Jerarquía nacional
- Obediencia y devoción personal al líder nacional.
- Gran Ucrania, es decir, la creación del Tercer Imperio Ucraniano (después de Escitia y Rus de Kiev) desde el Báltico hasta el Cáucaso.